# Lagerbielke (1848)
Lagerbielke, officiellt HM Korvett Lagerbielke, var en korvett i svenska Kungliga flottan. Fartyget byggdes på örlogsvarvet i Karlskrona och sjösattes den 11 september 1848. Hennes bestyckning utgjordes av 18 stycken 24-pundiga kanoner uppställda på väderdäck.
Under sin karriär genomförde Lagerbielke flera övningsresor och expeditioner till främmande farvatten, däribland långresor till Medelhavet 1849-50 och till Sydatlanten 1851–1852. Syftet med den sistnämnda resan var att eskortera fregatten Eugenie under första delen av hennes världsomsegling 1851–1853. 1856-1857 tjänstgjorde Sven Adolf Bratt som fartygschef ombord HM Lagerbielke
År 1861 beordrades korvetten åter ned till Medelhavet för att skydda svensk handel och sjöfart, under det pågående Amerikanska inbördeskriget.
Den snabba fartygstekniska utvecklingen under andra hälften av 1800-talet, innebar att segelkorvetter av Lagerbielkes typ snart blev omoderna. Från 1876 underhölls korvetten endast nödtorftigt och från 1878 användes hon som flytande logement. Lagerbielke utrangerades den 19 maj 1885, men fortsatte att tjäna som logementsfartyg till 1910, då skrovet såldes till privata köpare, vilka använde det som lastramp vid ett grustag vid Vinberga näs utanför Södertälje. När grustaget upphörde på 1930-talet blev fartyget kvar och rester av henne finns ännu kvar på platsen.